# Sturniolo Triplets
Sturniolo Triplets, bestehend aus den Drillingen Nicolas Antonio Sturniolo, Matthew Bernard Sturniolo und Christopher Owen Sturniolo (* 1. August 2003 in Somerville (Massachusetts)), ist ein US-amerikanisches Webvideoproduzenten-Trio. Auf TikTok haben sie mehr als 9 Millionen Follower.

## Geschichte
Seit Juni 2020 veröffentlicht das Trio auf YouTube und TikTok unter dem Pseudonym Sturniolo Triplets Videos und Streams. Ihr erstes Video entstand bei McDonald’s. 2021 machten die Sturniolos ihr Abitur an der „Somerville High School“ in Massachusetts. Im April 2024 sorgte eine falsche Todesmeldung von Christopher Owen Sturniolo für mediales Aufsehen. Das Trio trat auch in der Saturday Night Live-Show auf. Im Frühjahr 2025 tourten sie mit ihrem Programm Surprise Party Tour durch 15 Städte.